# Tangachromis dhanisi
Tangachromis dhanisi (Syn.: Limnochromis dhanisi) ist eine wenig erforschte afrikanische Buntbarschart, die endemisch im ostafrikanischen Tanganjikasee vorkommt. 

## Merkmale
Tangachromis dhanisi ähnelt äußerlich den Schneckenbuntbarschen Lamprologus ocellatus und Neolamprologus brevis, ob er wie diese auch in Schneckengehäusen laicht, ist unbekannt. Männchen erreichen eine Maximallänge von 8,5 cm, Weibchen bleiben etwas kleiner. Der Buntbarsch ist 3,2 bis 3,6 mal so lang wie hoch. Die Augen sind sehr groß. Das schräg stehende, vorstülpbare (protraktile) Maul ist groß und breit und mit zwei bis drei Zahnreihen besetzt, wobei die Zähne der inneren Reihe(n) kleiner sind. Thorax und Bauchflossenbasis sind unbeschuppt, die vorhandenen Schuppen sind schwach ctenoid. Die Rückenflosse hat 14 bis 15 Flossenstacheln, wie bei den meisten Buntbarschen hat die Afterflosse drei Flossenstacheln. Die Schwanzflosse ist abgerundet. Die unpaaren Flossen sind schwarz gesäumt.
- Schuppenformel: mLR 32-34.

## Lebensweise
Über die Lebensweise von Tangachromis dhanisi ist kaum etwas bekannt. Er kommt in tiefem Wasser über Sandböden vor. Bei Magenuntersuchungen wurden Copepoden gefunden. Er könnte in Schwärmen leben und sich von Plankton ernähren.